# Arcola, Mississippi
Arcola är en ort i Washington County i delstaten Mississippi, USA.